# Saison 3 de Merlin
Chronologie
Saison 2 Saison 4
Cet article présente les treize épisodes de la troisième saison de la série télévisée britannique Merlin.

## Généralités
L'histoire est basée sur la vie fictive du magicien Merlin et du Roi Arthur où la magie est devenue interdite et hors-la-loi aux yeux du Roi actuel, et père d'Arthur, Uther Pendragon. Malgré cela, Merlin se doit de protéger Arthur par tous les moyens moraux pour qu'il puisse devenir un jour un grand roi car tel est le destin de Merlin…

## Synopsis
Dans cette troisième saison épique, alors que de lourds secrets refont surface, que des amitiés se brisent, déchaînant des forces maléfiques sur Camelot, Merlin et Arthur livrent bataille contre les forces de la sorcellerie déchaînées par Morgane et sa demi-sœur Morgause.

## Distribution

### Acteurs principaux
- Colin Morgan : Merlin
- Bradley James : Prince Arthur
- Katie McGrath : Morgane
- Anthony Stewart Head : Uther Pendragon
- Angel Coulby : Gwen
- Richard Wilson : Gaius

### Acteurs récurrents
- John Hurt : le Grand Dragon (voix)
- Emilia Fox : Morgause
- Santiago Cabrera : Lancelot
- Rupert Young : Sir Leon
- Tom Ellis : Roi Cenred
- Eoin Macken : Gauvain
- Michael Cronin : Geoffrey de Monmouth
- Adetomiwa Edun : Elyan, frère de Gwen

### Invités
- Miriam Margolyes : Grunhilda (épisode 6)
- Georgia King : Princesse Elen
- Warwick Davis : Grettir (épisode 8)
- Pauline Collins : Alice (épisode 9)
- Harry Melling : Gilli (épisode 11)
- Laura Donnelly : Freya (épisode 13)
- Tom Hopper : Perceval (épisode 13)

## Résumé de la saison
Un an a passé depuis que le Dragon a été libéré. Uther fait chercher Morgane, disparue depuis, et c'est Arthur en personne qui la retrouve. Il s'avère qu'elle a passé un an avec sa demi-sœur, Morgause, qui a nourri sa haine envers Camelot et les Pendragon.
Merlin découvre rapidement le secret, mais ne peut rien faire en tant que serviteur. Il ne peut donc qu'assister Arthur, qui fait face à Cenred, un roi déchu que Morgause a séduit pour combattre Camelot. Merlin a donc fort à faire, notamment avec Morgane dans les murs. Pour protéger son secret et maintenir l'ordre dans le château, Merlin, en dépit des conseils du Dragon, est forcé par deux fois de sauver la vie de sa rivale. Celle-ci découvre par ailleurs un autre secret d'Uther Pendragon : Morgane est sa fille. Morgause y voit l'opportunité d'installer sa sœur sur le trône. Pour cela, elle utilise la Coupe de la Vie pour lever une armée immortelle et prendre le pouvoir avec sa sœur, non sans avoir trahi Cenred.
Uther est destitué et fait prisonnier. Arthur, Merlin et Gaius se cachent et réunissent autour d'eux Gauvain, Elyan, Lancelot et Perceval, quatre combattants loyaux qu'Arthur proclame chevaliers de Camelot, ainsi que Leon, un chevalier d'Uther évadé, pour mener l'assaut contre les forces de Morgause. Merlin, armé d'Excalibur, parvient à vider à temps la Coupe de la Vie et détruit ainsi l'armée, mais il tue Morgause, ce qui déclenche la fureur de Morgane.
La saison se termine sur Arthur et Merlin s'interrogeant sur leur avenir, Morgane disparue laissant Uther traumatisé. Le jeune magicien plante Excalibur dans un rocher, en attendant le jour propice.

## Liste des épisodes

### Épisode 1:Le Poison de la Mandragore, première partie
- Royaume-Uni : 11 septembre 2010 sur BBC One
- France : 6 mars 2011 sur Canal+ Family[1]
- Québec : 24 janvier 2012 sur V

- Royaume-Uni : 6,49 millions de téléspectateurs (première diffusion)

Une année est passée après la fuite du dragon. A Camelot, Uther poursuit toujours les recherches de Morgane, car il refuse de perdre espoir. Même Gaïus n'arrive pas à le persuader de mettre un terme aux recherches. Néanmoins, lors d'une patrouille de recherche menée par Arthur, Morgane est retrouvée.
Merlin craint que Morgane ne révèle qu'il a tenté de l'empoisonner. Cependant, pendant leurs retrouvailles, Morgane tient à s'excuser de sa naïveté et demande pardon pour ses erreurs. Morgane retrouve alors Uther et les retrouvailles sont très émotives ; Morgane sèche les larmes de son tuteur avec un mouchoir de soie. Puis, lorsqu'elle quitte la salle, un sourire satisfait et inquiétant se dessine sur son visage.
C'est alors que le véritable jeu de la sorcière se révèle. A la nuit tombée, elle retrouve sa demi-sœur, Morgause. Se servant des larmes d'Uther, elle donne à la Mandragore des propriétés magiques qui rendent finalement le roi victime d'hallucinations.

### Épisode 2:Le Poison de la Mandragore, deuxième partie
- Royaume-Uni : 18 septembre 2010 sur BBC One
- France : 6 mars 2011 sur Canal+ Family[1]
- Québec : 31 janvier 2012 sur V

- Royaume-Uni : 6,06 millions de téléspectateurs (première diffusion)

### Épisode 3:Le Gobelin
- Royaume-Uni : 25 septembre 2010 sur BBC One
- France : 13 mars 2011 sur Canal+ Family[1]
- Québec : 7 février 2012 sur V

- Royaume-Uni : 6,22 millions de téléspectateurs (première diffusion)

### Épisode 4:Le Cristal magique
- Royaume-Uni : 2 octobre 2010 sur BBC One
- France : 13 mars 2011 sur Canal+ Family[1]
- Québec : 14 février 2012 sur V

- Royaume-Uni : 6,42 millions de téléspectateurs (première diffusion)

### Épisode 5:L’Antre de cristal
- Royaume-Uni : 9 octobre 2010 sur BBC One
- France : 20 mars 2011 sur Canal+ Family[1]
- Québec : 21 février 2012 sur V

- Royaume-Uni : 6,36 millions de téléspectateurs (première diffusion)

### Épisode 6:Le Complot des Sidhes
- Royaume-Uni : 16 octobre 2010 sur BBC One
- France : 20 mars 2011 sur Canal+ Family[1]
- Québec : 28 février 2012 sur V

- Royaume-Uni : 6,4 millions de téléspectateurs (première diffusion)

### Épisode 7:Le Château des Fyrien
- Royaume-Uni : 23 octobre 2010 sur BBC One
- France : 27 mars 2011 sur Canal+ Family[1]
- Québec : 6 mars 2012 sur V

- Royaume-Uni : 6,82 millions de téléspectateurs (première diffusion)

### Épisode 8:Les Terres des Périls
- Royaume-Uni : 30 octobre 2010 sur BBC One
- France : 27 mars 2011 sur Canal+ Family[1]
- Québec : 13 mars 2012 sur V

- Royaume-Uni : 6,92 millions de téléspectateurs (première diffusion)

### Épisode 9:L’Amour aux temps des dragons
- Royaume-Uni : 6 novembre 2010 sur BBC One
- France : 3 avril 2011 sur Canal+ Family[1]
- Québec : 20 mars 2012 sur V

- Royaume-Uni : 6,9 millions de téléspectateurs (première diffusion)

### Épisode 10:Un amour contrarié
- Royaume-Uni : 13 novembre 2010 sur BBC One
- France : 3 avril 2011 sur Canal+ Family[1]
- Québec : 27 mars 2012 sur V

- Royaume-Uni : 7,37 millions de téléspectateurs (première diffusion)

### Épisode 11:Gilli
- Royaume-Uni : 20 novembre 2010 sur BBC One
- France : 10 avril 2011 sur Canal+ Family[1]
- Québec : 3 avril 2012 sur V

- Royaume-Uni : 7,42 millions de téléspectateurs (première diffusion)

### Épisode 12:L’Aube d’un nouveau monde, première partie
- Royaume-Uni : 27 novembre 2010 sur BBC One
- France : 10 avril 2011 sur Canal+ Family[1]
- Québec : 10 avril 2012 sur V

- Royaume-Uni : 7,12 millions de téléspectateurs (première diffusion)

À la suite d'une escarmouche sur la frontière d'Ascetir, messire Léon est mortellement blessé, mais miraculeusement sauvé par Iseldir. De retour à Camelot, il indique au roi l'usage d'une coupe, que Gaïus identifie comme étant la coupe de la vie. Merlin, qui croyait que cette coupe avait été détruite en même temps que Nimueh, apprend qu'elle a le pouvoir de rendre une armée immortelle. Terrifié par les ravages qu'elle pourrait causer, Uther envoie son fils en mission secrète pour récupérer la coupe chez les druides, sur les terres de Cenred. Morgane n'a aucun mal à récolter ces informations et alerte Morgause. Cette dernière retrouve Cenred et le charge de tuer Arthur lorsque celui-ci aura trouvé la coupe.
Pendant ce temps, Merlin et Arthur sont arrêtés par Jarl, un marchand d'esclave sanguinaire. Ils retrouvent Gauvain, qui s'avère être le champion en titre de Jarl. Contrariée par ceci, Morgause menace Cenred et lui ordonne de retrouver Arthur. À la suite d'un concours de circonstances, Arthur et Gauvain doivent s'affronter pour divertir l'assemblée, mais Merlin interrompt le combat en enflammant la salle avec la magie. Profitant de la panique, les trois compagnons fuient. Mais Jarl découvre peu après qu'il avait reçu "la famille royale"... Retrouvant Cenred, le marchand d'esclave indique la localisation d'Arthur et demande de l'or pour sa loyauté. En échange, Morgause le projette contre un mur, le tuant sur le coup.
Merlin, Arthur et Gauvain atteignent la cachette des druides et récupèrent la coupe sans problème. Iseldir parle à Merlin par télépathie et l'assigne à la protection de la coupe. Toutefois, aussitôt le repaire des druides quitté, la compagnie est attaquée et la coupe est volée par les hommes de Cenred. De plus, Arthur est blessé au combat.

### Épisode 13:L’Aube d’un nouveau monde, deuxième partie
- Royaume-Uni : 4 décembre 2010 sur BBC One
- France : 10 avril 2011 sur Canal+ Family[1]
- Québec : 17 avril 2012 sur V

- Royaume-Uni : 7,67 millions de téléspectateurs (première diffusion)

## Audiences
Diffusé sur la chaîne Syfy aux États-Unis le 7 janvier 2011, le premier épisode de la saison a attiré 1 340 000 téléspectateurs. Le nombre de personnes a augmenté au fil des épisodes. L'épisode 13 a atteint 1 870 000 téléspectateurs. En moyenne, la saison a attiré 1,493 millions de personnes.
La saison 3 a été diffusée sur la chaîne française NRJ12 à partir du 7 novembre 2012, à raison de 3 épisodes par soirée pour les trois premières. Les trois premiers épisodes font une moyenne de 321 000 téléspectateurs, soit environ 170 000 de moins que lors du démarrage de la précédente saison. Un pic d'audiences est atteint la semaine suivante avec les épisodes 4 à 6 qui comptabilisent 452 000 téléspectateurs en moyenne, selon le site Hypnoweb. La seconde diffusion en clair débute le 16 février 2013 sur Gulli, à raison de 2 épisodes par soirée pour les 5 premières. Les deux premiers épisodes attirent 250 000 personnes. Un pic d'audience est atteint avec les deux épisodes suivants (328 000 en moyenne), selon le site Hypnoweb.